# Djävulen bär Prada (film)
Djävulen bär Prada är en film från 2006 i regi av David Frankel och producerad av Wendy Finerman, baserad på en roman av Lauren Weisberger. I filmen medverkar Meryl Streep som Miranda Priestly, en mäktig redaktör för en modetidning. Anne Hathaway spelar Andrea "Andy" Sachs, en kvinna med universitetsexamen som åker till New York City och får ett jobb som Priestlys assistent.

## Handling
Filmens huvudperson Andy, som spelas av Anne Hathaway, vill bli journalist och får jobb som den berömda Runway-redaktören Miranda Priestlys (Meryl Streep) assistent. Snabbt upptäcker hon att hennes chef är rena djävulen och att hon dessutom inte alls passar in bland de andra på redaktionen eftersom hon inte intresserar sig för mode så värst mycket. Efter ett tag är hon trött på att inte få någon uppskattning för sitt hårda arbete och överväger för en stund att sluta, men beslutar sig för att fortsätta med tanke på hur många dörrar det öppnar att vara Miranda Prieslys assistent. Med lite hjälp av designern Nigel skapar hon en ny klädstil, och imponerar till och med en liten smula på chefen. 
Med bättre självförtroende och hårt jobb går karriären hos Miranda uppåt och snart ber Miranda henne att följa med henne på modeveckan i Paris, vilket upprör hennes kollega Emily mycket, eftersom hon inte kan följa med p.g.a. en "arbetsolycka". Men medan jobbet går uppåt går hennes privatliv nedåt. Hon riskerar både pojkvännen Nate och sina kompisar för jobbet. Och strax efter modeveckan säger hon upp sig, mot chefens vilja. Till sist får hon i alla fall jobb på en tidning och man kan väl också räkna den här filmen till filmer med lyckliga slut.

## I rollerna (urval)
- Anne Hathaway – Andrea "Andy" Sachs
- Meryl Streep – Miranda Priestly
- Emily Blunt – Emily Charlton
- Stanley Tucci – Nigel Kipling
- Adrian Grenier – Nate Cooper
- Simon Baker – Christian Thompson
- Tracie Thoms – Lily
- Rich Sommer – Doug